# クロワ・ド・フェール峠

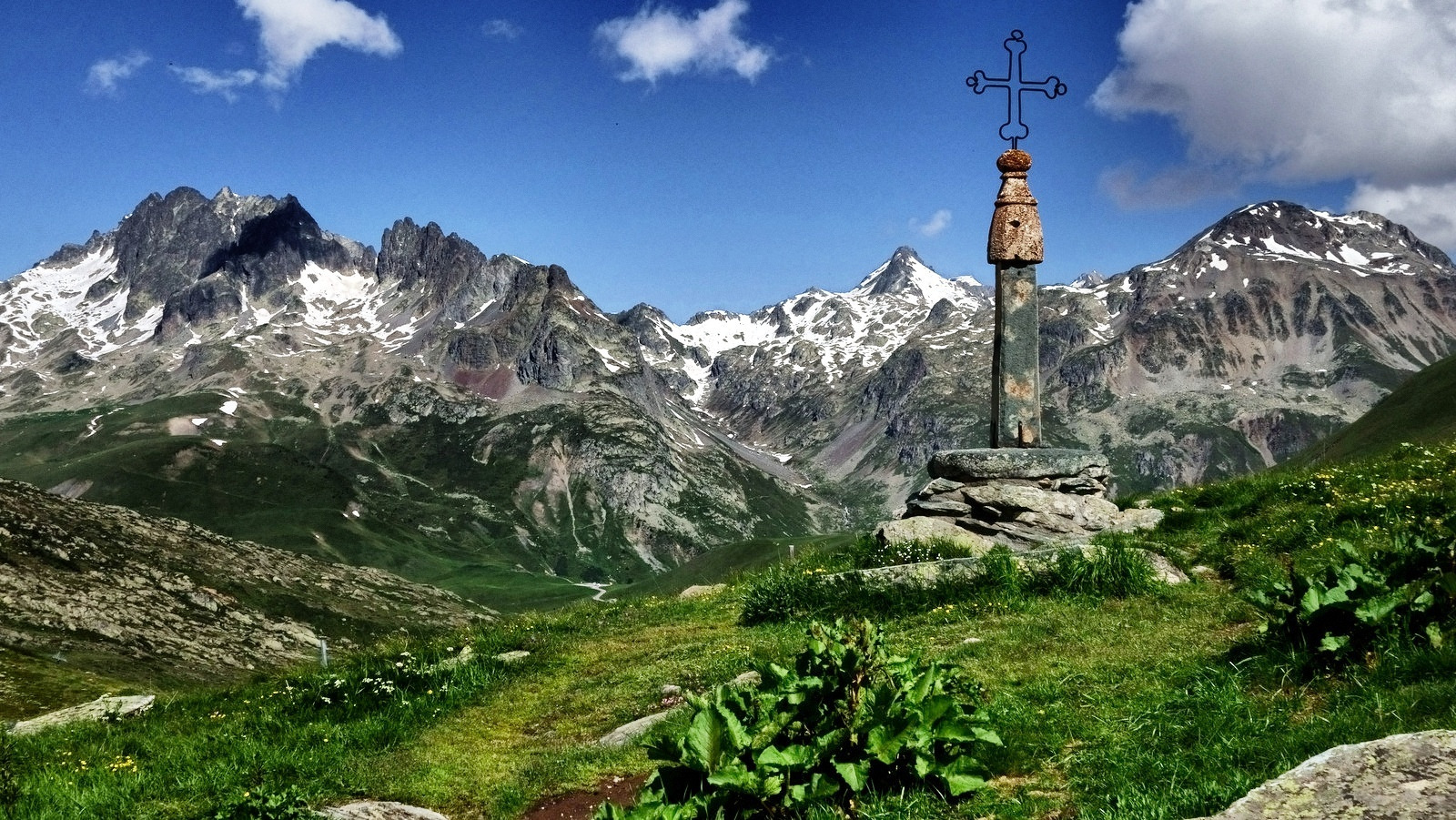
同峠からの風景

クロワ・ド・フェール峠(Col de la Croix de Fer)はフランス、サヴォワ県に位置する峠。ツール・ド・フランスで通過する峠として有名である。その名の通り、峠には「鉄の十字架」のオブジェが建っている。

## 概要
北東側のサン＝ジャン＝ド＝モーリエンヌからの行程は登坂距離29.5km、平均勾配5%。最大勾配10.2%。
南西側のル・プール＝ドワザンからの行程は登坂距離31.5km、平均勾配4.3%、最大勾配11.4%である。

## ツール・ド・フランス
ツール・ド・フランスでは1947年に初登場してから、これまで21回通過している。
歴代首位通過選手
| 年   | 首位通過した選手               |
| ---- | ------------------------------ |
| 2022 | ジュリオ・チッコーネ           |
| 2018 | ステーフェン・クラウスヴァイク |
| 2017 | トーマス・デ・ヘント           |
| 2015 | アレクサンドル・ジェニエ       |
| 2015 | ピエール・ロラン               |
| 2012 | フレドリック・ケシアコフ       |
| 2008 | ペーター・ヴェリトス           |
| 2006 | ミカエル・ラスムッセン         |
| 1999 | ステファン・ウーヨ             |
| 1998 | ロドリフォ・マッシ             |
| 1995 | リシャール・ヴィランク         |
| 1992 | エリック・ボワイエ             |
| 1989 | ヘルト＝ヤン・テュニス         |
| 1986 | ベルナール・イノー             |
| 1966 | ホアキン・ガレラ               |
| 1963 | フェデリコ・バーモンテス       |
| 1961 | グイ・イグノリン               |
| 1956 | レネ・マリジル                 |
| 1952 | ファウスト・コッピ             |
| 1948 | ジーノ・バルタリ               |
| 1947 | フェラーモ・カメリーニ         |